# Arbor House
Arbor House — колишнє видавництво, засноване Дональдом Файном у 1969 році. Спеціалізувалосяся на виданні книг в твердій палітурці. У видавництві публікувалися твори Хортенза Калішера, Кена Фоллетта, Синтії Фріман, Елмор Леонард та Ірвіна Шоу. У 1979 році викуплене медіахолдингом Hearst Corporation і була переведена на видання у м'якій обкладинці, в тому числі кишенькового формату. З 1988 року є імпринтом видавничої групи William Morrow and Company.

## Історія
У 1969 році видавець Дональд Файн заснував у Вестмінстері (штат Меріленд, США) невелике видавництво, яке отримало назву Arbor House (англ. Arbour — сповита зеленню альтанка), для чого взяв позику у розмірі 5000 доларів. До того як почати власний бізнес Файн займав посаду віце-президента компанії Dell Publishing, а також був співзасновником видавничого дому Delacorte Press.
У 1978 році холдинг Hearst Corporation викупив компанію за 1,5 мільйона доларів. За прогнозами фахівців, у Arbor House була можливість залишитися самостійною компанією тільки в тому випадку, якщо вона опублікує ряд бестселерів. В іншому випадку вона увійде до складу William Morrow and Company, одного з підрозділів Hearst Corporation.
З 1987 року Arbor House скорочує кількість випущених видань з 70 до 40 на рік. У червні було оголошено про майбутнє поглинання компанії групою William Morrow and Company. Угода відбулася в січні 1988 року, в результаті чого компанія стала імпринтом в рамках групи, а всі співробітники були переведені на відповідні посади у William Morrow and Company.

## Вибрані видання
- Nesting Instinct, Скотт Бейкер (1988)
- Replay // Повтор , Кен Грімвуд (1987)
- Bandits // Бандити , Елмор Леонард (1987)
- Sign of Chaos // Знак Хаосу , Роджер Желязни (1987)
- The Pianoplayers // Піаністи , Ентоні Берджес (1986)
- Kiteworld // Світ повітряних зміїв , Кейт Робертс (1986)
- A Door into Ocean // Двері в Океан , Джоан Слончевські (1986)
- A Father's Word // Світ предків , Річард Стерн (1986)[4]
- Blood of Amber // Кров Амбера , Роджер Желязни (1986)
- Blood Music // Музика, яка звучить в крові , Грег Бір (1986)
- No More Vietnams // В'єтнамів більше не буде , Річард Ніксон (1986)
- Trumps of Doom // Карти Долі , Роджер Желязни (1985)
- Gilgamesh the King // Цар Гільгамеш, Роберт Сілвеhберг (1984)
- The Mayflower Madam , Сідні Берроуз (1984)
- The Frozen Lady , Сьюзен Арно Сміт (1982)